# 阿德里安·席爾瓦
阿德里安·塞巴斯蒂安·佩吕谢·达席尔瓦 ComM（法語發音：[adʁijɛ̃ sebastjɛ̃ pɛʁyʃɛ da silva]；1989年3月15日—）是一位葡萄牙足球運動員。在場上的位置是中場。現效力於阿聯酋阿拉伯海灣聯賽俱乐部阿爾華達，他曾效力葡萄牙足球超級聯賽球隊葡萄牙体育。

## 职业生涯
席尔瓦出生在法国，所以他最开始在波尔多进行青年足球训练，2002年他回到葡萄牙，加盟了葡萄牙体育，2007年上调到一线队，他为葡萄牙体育一共效力10年，期间有两次被外租，分别是被外租到以色列的海法马卡比和同属葡超的科英布拉大學。
2017年，席尔瓦转会到英超莱斯特城，虽然莱斯特城在2017/18夏季轉會窗死線日宣佈從葡萄牙体育簽入他，但國際足協表示城在當晚轉會窗關閉後14秒才完成所有手續，因而拒絕其註冊。李城將會就國際足協的決定提出上訴，若然最終上訴失敗，球會要等到2018年1月才能夠正式為施華註冊，但在這段期間仍要履行合約，向他支付薪金。
2018年1月，席尔瓦的转会手续完成。
他也曾代表葡萄牙各級國青隊參加比賽，現在是葡萄牙國家足球隊的一員。2016年随队获得当届欧洲杯冠军，2017年联合会杯上，阿德里恩在与墨西哥的季军战中罚入一粒点球，帮助球队2-1战胜对手，获得当届赛事的季军。

## 榮譽

### 國家隊
葡萄牙
- 歐洲國家盃冠軍：2016年

### 勳章
- 功績勳章指揮官級：2016年